# جامعة النور
جامعة النور، وهي جامعة أهلية عراقية تقع في محافظة نينوى بمدينة الموصل، معترف بها من قبل وزارة التعليم العالي والبحث العلمي.

## الكليات و الاقسام
تحتوي على العديد من الكليات و الأقسام:
- كلية طب الاسنان [5]

- كلية الصيدلة [6]

- كلية التقنيات الصحية والطبية [7]

1. قسم تقنيات المختبرات الطبية
2. قسم تقنيات التخدير
3. قسم تقنيات الاشعة
4. قسم تقنيات صناعة الاسنان
5. قسم تقنيات البصريات

- كلية القانون [8]

- كلية الهندسة  [9]

1. قسم هندسة البناء وادارة المشاريع
2. قسم هندسة النفط
3. قسم هندسة الذكاء الاصطناعي

- كلية التربية [10]

1. قسم اللغة العربية
2. قسم اللغة الانكليزية
3. قسم التربية البدنية وعلوم الرياضة

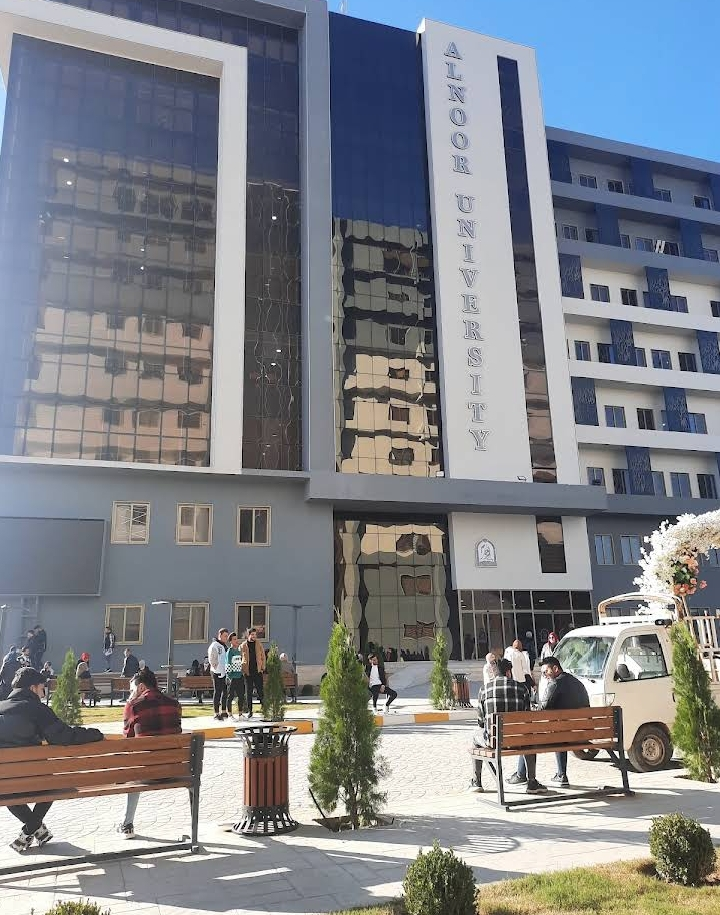
مبنى جامعة النور

4. قسم علوم الحاسبات

- كلية الاداب [11]

1. قسم الاعلام الرقمي
2. قسم الترجمة

## وصلات خارجية
- موقع الكلية الرسمي : https://alnoor.edu.iq/